# Zeuxine pantlingii
Zeuxine pantlingii är en orkidéart som beskrevs av Av.Bhattacharjee och Harsh Jeet Chowdhery. Zeuxine pantlingii ingår i släktet Zeuxine och familjen orkidéer.
Artens utbredningsområde är Darjiling. Inga underarter finns listade i Catalogue of Life.